# 古艾
古艾（法語：Gouaix，法語發音：[ɡwɛ] ⓘ）是法国塞纳-马恩省的一个市镇，属于普罗万区。

## 地理
古艾（48°29'1"N, 3°17'37"E）面积14.64 平方千米，位于法国法蘭西島大區塞纳-马恩省，该省份为法国北部内陆省份，北起瓦兹省，西接埃松省、马恩河谷省、塞纳-圣但尼省和瓦兹河谷省，南至卢瓦雷省，东南接约讷省，东临马恩省和奥布省，东北接埃纳省。
与古艾接壤的市镇（或旧市镇、城区）包括：塞纳河畔努瓦延、苏瓦西-布伊、沙尔迈松、埃韦尔利、塞纳河畔格里西、埃尔梅。
古艾的时区为UTC+01:00、UTC+02:00（夏令时）。

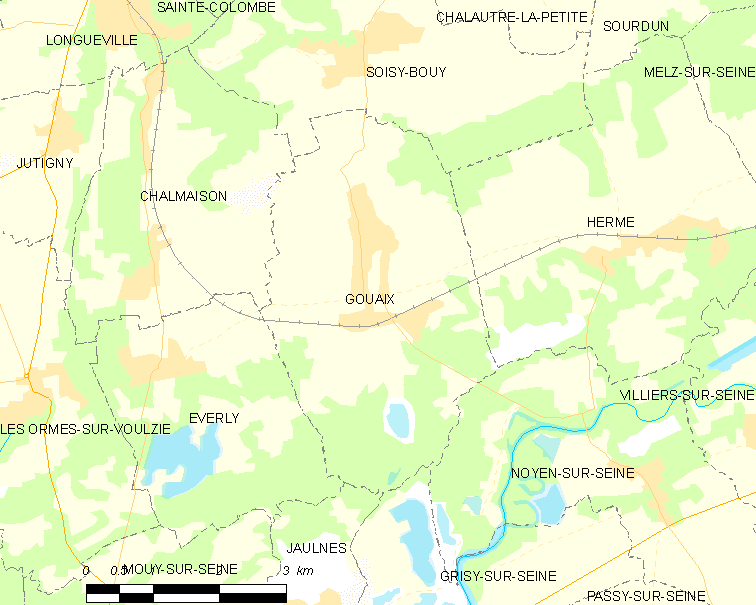
古艾的OSM定位图

## 行政
古艾的邮政编码为77114，INSEE市镇编码为77208。

## 政治
古艾所属的省级选区为普罗万县。

## 人口

1962-2008年间古艾人口变化图示

古艾于2022年1月1日时的人口数量为1320人。